# Olympische Jugend-Sommerspiele 2014/Teilnehmer (Kanada)
| Gelbes Symbol für Goldmedaillen mit stilisierten Olympischen Ringen | Graues Symbol für Silbermedaillen mit stilisierten Olympischen Ringen | Braundes Symbol für Bronzemedaillen mit stilisierten Olympischen Ringen |
| ------------------------------------------------------------------- | --------------------------------------------------------------------- | ----------------------------------------------------------------------- |
| —                                                                   | 4                                                                     | 3                                                                       |

Die Jugend-Olympiamannschaft aus Kanada für die II. Olympischen Jugend-Sommerspiele vom 16. bis 28. August 2014 in Nanjing (Volksrepublik China) bestand aus 75 Athleten.

## Athleten nach Sportarten

### Beachvolleyball
| Mädchen - Silber - Megan McNamara - Nicole McNamara | Jungen - Jake Macneil - Andrew Richards |

### Bogenschießen
Jungen
- Eric Peters
Bronze  Mixed (mit Mirjam Tuokkola  Finnland)

### Fechten
| Mädchen - Jenny Zhao | Jungen - Dylan French |

### Golf
| Mädchen - Madeline Szeryk | Jungen - Taekkun Gil |

### Hockey
Jungen
- Silber
- Parmeet Gill
- Liam Manning
- Floyd Mascarenhas
- Braedon Muldoon
- Balraj Panesar
- Brandon Pereira
- Vikramjeet Sandhu
- Amrit Sidhu
- Harbir Sidhu

### Judo
| Mädchen - Jessica Klimkait | Jungen - Louis Krieber-Gagnon |

### Kanu
| Mädchen - Anne-Sophie Lavoie-Parent | Jungen - Alexander Brent |

### Leichtathletik
| Mädchen - Alexandra Aitken - Kyra Constantine - Émanuelle Océane - Magali Roche - Tegan Wilson - Brittni Wolczyk | Jungen - Jeremiah Ort - Shermar Paul - Braydon Rennie - Tristan Slater |

### Moderner Fünfkampf
Mädchen
- Kali Sayers

### Ringen
| Mädchen - Tianna Kennett | Jungen - Arshdeep Gurm - Ramandeep Khehira - Alexander Moore |

### Rudern
| Mädchen - Caileigh Filmer - Larissa Werbicki Bronze Einzel | Jungen - Daniel de Groot Bronze Einzel |

### Rugby
Mädchen
- Silber
- Moanda Anglo
- Catherine Boudreault
- Pamphinette Buisa
- Hannah Darling
- Chanelle Edwards-Challenger
- Ashley Gordon
- Lauren Kerr
- Jenna Morrison
- Kaitlyn Richard
- Cass Schmidt
- Maddy Seatle
- Charity Williams

### Schießen
| Mädchen - Audrey-Anne Le Sieur | Jungen - Peter Schulze |

### Schwimmen
| Mädchen - Mackenzie Glover - Danielle Hanus - Danika Huizinga - Kelsey Wog | Jungen - Javier Acevedo - Colin Gilbert - Matthew Mac |

### Segeln
Jungen
- Justin Vittecoq

### Taekwondo
Jungen
- Kevin Saint-Jean

### Tischtennis
Mädchen
- Anqi Luo

### Triathlon
| Mädchen - Emily Wagner | Jungen - Charles Paquet |

### Turnen
| Mädchen - Sydney Townsend - Cassandra Brand - Crystal Dimov - Alyssa Klyushin - Emma Lozhkin - Vanessa Panov | Jungen - René Cournoyer |

### Wasserspringen
| Mädchen - Molly Carlson | Jungen - Philippe Gagné Silber Turmspringen 10 m Bronze Kunstspringen 3 m |